# بستر-خژانه
بستر-خژانه (به لهستانی:  Bystre-Chrzany) یک روستا در لهستان است که در گمینا کژنووووگا مأوا واقع شده‌است.